# Elasmus zigzag
Elasmus zigzag är en stekelart som beskrevs av Girault 1917. Elasmus zigzag ingår i släktet Elasmus och familjen finglanssteklar. Inga underarter finns listade i Catalogue of Life.